# Eupholidoptera lyra
Eupholidoptera lyra är en insektsart som först beskrevs av Boris Petrovich Uvarov 1942.  Eupholidoptera lyra ingår i släktet Eupholidoptera och familjen vårtbitare. Inga underarter finns listade i Catalogue of Life.